# Hrid
Hrid (cyr. Хрид) – wieś w Bośni i Hercegowinie, w Republice Serbskiej, w gminie Novo Goražde. W 2013 roku liczyła 8 mieszkańców.